# UCI Europe Tour 2011-2012
El UCI Europe Tour 2011-2012 fue la octava temporada del calendario ciclístico internacional europeo. Se inició el 29 de enero de 2012 con el Gran Premio Ouverture la Marsellesa en Francia y finalizó el 21 de octubre de 2012 on la Chrono des Nations-Les Herbiers-Vendée, también en Francia.
El ganador a nivel individual fue el alemán John Degenkolb, por equipos triunfó el Saur-Sojasun de Francia, mientras que por países y países sub-23 fue Italia quién obtuvo más puntos.

## Carreras y categorías

### Carreras suspendidas o eliminadas
El cronograma inicial del calendario era de 304 carreras (que podrían haber sido 307 tras la introducción del Campeonato Europeo Contrarreloj sub-23, Campeonato Europeo en Ruta sub-23 y Tour Bohemia en principio no incluidas), debido a ello es con amplitud el circuito que más carreras contiene, aunque a lo largo de la temporada 32 fueron suspendidas. La siguiente es la lista de esas competiciones que por diversos motivos finalmente no se disputaron:
| Listado de carreras suspendidas o eliminadas | Listado de carreras suspendidas o eliminadas | Listado de carreras suspendidas o eliminadas | Listado de carreras suspendidas o eliminadas | Listado de carreras suspendidas o eliminadas | Listado de carreras suspendidas o eliminadas |
| -------------------------------------------- | -------------------------------------------- | -------------------------------------------- | -------------------------------------------- | -------------------------------------------- | -------------------------------------------- |

| Fecha                               | Carrera                                | Cat. | Causa                                                                                          |
| ----------------------------------- | -------------------------------------- | ---- | ---------------------------------------------------------------------------------------------- |
| 8 de febrero                        | Trofeo Serra de Tramuntana             | 1.1  | Meteorológica                                                                                  |
| 9 de febrero                        | Trofeo Magalluf-Palmanova              | 1.1  | Financiera                                                                                     |
| del 21 al 25 de febrero             | Giro de Cerdeña                        | 2.1  | Financiera                                                                                     |
| 25 de febrero                       | Gran Premio dell'Insubria              | 1.1  |                                                                                                |
| 26 febrero                          | Classica Sarda                         | 1.1  |                                                                                                |
| del 29 al 1 de marzo                | Cinturón a Mallorca                    | 2.2  | Financiera                                                                                     |
| 1 marzo                             | Giro del Friuli                        | 1.1  | Jurídica                                                                                       |
| 18 marzo                            | Ronde van het Groene Hart              | 1.1  | Financiera                                                                                     |
| 21 de abril                         | Gran Premio de Llodio                  | 1.1  | Financiera                                                                                     |
| 28 de abril                         | Gran Premio Herning                    | 1.1  | Financiera                                                                                     |
| 1 de mayo                           | Subida al Naranco                      | 1.1  | Integrada en la Vuelta a Asturias                                                              |
| 3 de junio                          | Tour de Rijke                          | 1.2  |                                                                                                |
| del 6 al 12 de junio                | Circuito Montañés                      | 2.2  |                                                                                                |
| del 8 al 10 de junio                | Tour de Mainfranken                    | 2.2U |                                                                                                |
| del 28 de junio al 1 de julio       | Tour de Capadocia                      | 2.2  |                                                                                                |
| 30 de junio                         | Gran Premio de Kranj                   | 1.2  |                                                                                                |
| 1 de julio                          | Giro delle Valli Aretine               | 1.2  |                                                                                                |
| del 5 al 8 de julio                 | Vuelta a la Comunidad de Madrid sub-23 | 2.2  | Financiera                                                                                     |
| 13 de julio                         | Coppa Papà Carlo                       | 1.1  |                                                                                                |
| del 18 al 22 de julio               | Vuelta a Sajonia                       | 2.1  |                                                                                                |
| 29 de julio                         | Sparkassen Giro Bochum                 | 1.1  |                                                                                                |
| del 31 de julio al 4 de agosto      | Tour de los Pirineos                   | 2.2  | Financiera                                                                                     |
| del 3 al 12 de agosto               | Tour de Guadalupe                      | 2.2  | Integrada en el UCI America Tour                                                               |
| del 26 al 30 de agosto              | Tour of Victory                        | 2.2  |                                                                                                |
| del 27 de agosto al 1 de septiembre | Semana Lombarda                        | 2.1  | Financiera                                                                                     |
| 2 de septiembre                     | Giro de la Romagna                     | 1.1  |                                                                                                |
| 15 de septiembre                    | Praga-Karlovy Vary-Praga               | 1.2  | Problemas con la Federación de la República Checa de Ciclismo por la creación del Tour Bohemia |
| del 20 al 23 de septiembre          | Tour de Marmara                        | 2.2  |                                                                                                |
| 22 de septiembre                    | Franco Ballerini Day                   | 1.1  |                                                                                                |
| del 27 al 30 de septiembre          | Tour de Galípoli                       | 2.2  |                                                                                                |
| del 28 al 30 de septiembre          | Cinturó de l'Empordá                   | 2.2  | Financiera                                                                                     |
| 30 de septiembre                    | Giro de Lazio                          | 1.2  |                                                                                                |

Tras estas anulaciones el calendario fue de 275 carreras, contando las dos pruebas del Campeonato Europeo sub-23 disputado en los Países Bajos.

### Categorías
Fueron 27 las carreras de máxima categoría, una más que en la edición anterior. Esto se debió a que salió del calendario la E3 Prijs Vlaanderen-Harelbeke (que ascendió al circuito mundial UCI WorldTour) y volvió a disputarse la Milán-Turín; además del ascenso de la Clásica de Almería. En el siguiente cuadro se muestran las carreras con mayor puntuación de esta edición del UCI Europe Tour ordenado por países, para el resto de las competiciones véase: Carreras del UCI Europe Tour 2011-2012 (enlace roto disponible en Internet Archive; véase el historial, la primera versión y la última).
| Carrera                     | Categoría |
| --------------------------- | --------- |
| Gran Premio de Fráncfort    | 1.HC      |
| Vuelta a Baviera            | 2.HC      |
| Vuelta a Austria            | 2.HC      |
| Omloop Het Nieuwsblad       | 1.HC      |
| Tres Días de La Panne       | 2.HC      |
| Scheldeprijs Vlaanderen     | 1.HC      |
| Flecha Brabanzona           | 1.HC      |
| Vuelta a Bélgica            | 2.HC      |
| Tour de Valonia             | 2.HC      |
| París-Bruselas              | 1.HC      |
| Vuelta a Dinamarca          | 2.HC      |
| Clásica de Almería          | 1.HC      |
| Gran Premio Miguel Indurain | 1.HC      |
| Vuelta a Burgos             | 2.HC      |

| Carrera                  | Categoría |
| ------------------------ | --------- |
| Critérium Internacional  | 2.HC      |
| Cuatro Días de Dunkerque | 2.HC      |
| Tour de Limousin         | 2.HC      |
| Gran Premio de Fourmies  | 1.HC      |
| Tour de Vendée           | 1.HC      |
| París-Tours              | 1.HC      |
| Giro del Trentino        | 2.HC      |
| Tre Valli Varesine       | 1.HC      |
| Milán-Turín              | 1.HC      |
| Gran Piemonte            | 1.HC      |
| Giro de Emilia           | 1.HC      |
| Tour de Luxemburgo       | 2.HC      |
| Tour de Turquía          | 2.HC      |

Además, los campeonatos nacionales de ruta y contrarreloj de países europeos así como el Campeonato Mundial de esa temporada también puntuaron para el UCI Europe Tour.
Francia, Italia y Bélgica son con diferencia los 3 países que dominaron en número de competiciones, de hecho la suma de ellas eran más de la mitad del total las que se disputaron. La siguiente lista incluye los países con más de 5 carreras en el calendario 2011-2012:
| País         | Nº de carreras registradas | Nº de carreras finalmente disputadas |
| ------------ | -------------------------- | ------------------------------------ |
| Francia      | 69                         | 67                                   |
| Italia       | 66                         | 59                                   |
| Bélgica      | 48                         | 48                                   |
| España       | 24                         | 16                                   |
| Países Bajos | 19                         | 17                                   |
| Alemania     | 12                         | 9                                    |
| Polonia      | 9                          | 9                                    |
| Turquía      | 6                          | 2                                    |
| Rusia        | 6                          | 6                                    |

## Equipos
Los equipos que pueden participar en las diferentes carreras dependen de la categoría de las mismas. A mayor nivel de una carrera pueden participar equipos de más nivel. Los equipos UCI ProTeam, sólo pueden participar de las carreras .HC y .1 pero tienen cupo limitado y los puntos que logran sus ciclistas no van a la clasificación.
| Categoría      | Categoría                            | Equipos |
| -------------- | ------------------------------------ | --- |
| .HC            | 1.HC (Carrera de un día)             | ProTeam (max 70%) Profesionales Continentales Continentales del país de la carrera Selección nacional del país de la carrera |
| .HC            | 2.HC (Carrera de varios días)        | ProTeam (max 70%) Profesionales Continentales Continentales del país de la carrera Selección nacional del país de la carrera |
| .1             | 1.1 (Carrera de un día)              | ProTeam (max 50%) Profesionales Continentales Continentales Selecciones nacionales                                           |
| .1             | 2.1 (Carrera de varios días)         | ProTeam (max 50%) Profesionales Continentales Continentales Selecciones nacionales                                           |
| .2             | 1.2 y 1.2U (Carreras de un día)      | Profesionales Continentales Continentales Selecciones nacionales Selecciones regionales Amateurs                             |
| .2             | 2.2 y 2.2U (Carreras de varios días) | Profesionales Continentales Continentales Selecciones nacionales Selecciones regionales Amateurs                             |
| .Ncup (sub-23) | 1.Ncup (Carrera de un día)           | Selecciones nacionales Selecciones mixtas                                                                                    |
| .Ncup (sub-23) | 2.Ncup (Carrera de varios días)      | Selecciones nacionales Selecciones mixtas                                                                                    |

Para favorecer la invitación a los equipos más humildes, la Unión Ciclista Internacional publicó un "ranking ficticio" de los equipos Continentales, sobre la base de los puntos obtenidos por sus ciclistas en la temporada anterior. Los organizadores de carreras .2 deben obligatoriamente invitar a los 3 primeros de ese ranking y de esta forma pueden acceder a un mayor número de carreras. En este circuito los invitados automáticamente a carreras de categoría .2 fueron el Christina Watches-Onfone, Endura Racing y Salcano-Manisaspor Cycling Team, aunque a diferencia del UCI WorldTour los equipos pueden rechazar dicha invitación.

## Baremo de puntuación
Los puntos, en las carreras por etapas (2.HC, 2.1 y 2.2), se otorgan a la clasificación individual final, a cada una de las etapas y al líder de la individual en cada etapa.
En las carreras de un día (1.HC, 1.1 y 1.2), Campeonato Mundial, Campeonatos Europeos (CC) y campeonatos nacionales que puntúan (que varía dependiendo del ranking por países del UCI Europe Tour de la temporada anterior), se otorgan a la clasificación final.
Los puntos se reparten de la siguiente manera:
| Posición | 2.HC 1.HC | 2.1 1.1 CC sub-23 en Ruta 1.Ncup | 2.2 1.2 2.2U 1.2U 2.Ncup | CC sub-23 Contrarreloj |
| -------- | --------- | -------------------------------- | ------------------------ | ---------------------- |
| 1º       | 100       | 80                               | 40                       | 20                     |
| 2º       | 70        | 56                               | 30                       | 14                     |
| 3º       | 40        | 32                               | 16                       | 8                      |
| 4º       | 30        | 24                               | 12                       | 7                      |
| 5º       | 25        | 20                               | 10                       | 6                      |
| 6º       | 20        | 16                               | 8                        | 5                      |
| 7º       | 15        | 12                               | 6                        | 4                      |
| 8º       | 10        | 8                                | 3                        | 2                      |
| 9º       | 9         | 7                                |                          |                        |
| 10º      | 8         | 6                                |                          |                        |
| 11º      | 7         | 5                                |                          |                        |
| 12º      | 6         | 3                                |                          |                        |
| 13º      | 5         |                                  |                          |                        |
| 14º      | 4         |                                  |                          |                        |
| 15º      | 3         |                                  |                          |                        |

| Posición | 2.HC | 2.1 | 2.2 2.2U 2.Ncup |
| -------- | ---- | --- | --------------- |
| 1º       | 20   | 16  | 8               |
| 2º       | 14   | 11  | 5               |
| 3º       | 8    | 6   | 2               |
| 4º       | 7    | 5   |                 |
| 5º       | 6    | 4   |                 |
| 6º       | 5    | 2   |                 |
| 7º       | 4    |     |                 |
| 8º       | 2    |     |                 |

| Posición | 2.HC | 2.1 | 2.2 2.2U 2.Ncup |
| -------- | ---- | --- | --------------- |
| 1º       | 10   | 8   | 4               |

Además, excepcionalmente, el Campeonato Olímpico también pudo puntuar siempre que un corredor europeo finalizase en un puesto con derecho a puntuación aunque no se dio dicha situación. Para ese baremo y el del Campeonato Mundial véase: Baremo de puntuación de los Circuitos Continentales UCI.

## Calendario
Contó con las siguientes pruebas, tanto por etapas como de un día.

### Enero
| Fecha | Carrera                            | Cat. | Ganador         | Equipo del ganador          |
| ----- | ---------------------------------- | ---- | --------------- | --------------------------- |
| 29    | Gran Premio Ciclista la Marsellesa | 1.1  | Samuel Dumoulin | Cofidis, le Crédit en Ligne |

### Febrero
| Fecha    | Carrera                           | Cat. | Ganador                | Equipo                       |
| -------- | --------------------------------- | ---- | ---------------------- | ---------------------------- |
| 1 al 5   | Estrella de Bessèges              | 2.1  | Jérôme Coppel          | Saur-Sojasun                 |
| 4        | Gran Premio Costa de los Etruscos | 1.1  | Elia Viviani           | Liquigas-Cannondale          |
| 5        | Trofeo Palma                      | 1.1  | Andrew Fenn            | Omega Pharma-Quick Step      |
| 6        | Trofeo Migjorn                    | 1.1  | Andrew Fenn            | Omega Pharma-Quick Step      |
| 7        | Trofeo Deyá                       | 1.1  | Lars Petter Nordhaug   | Sky                          |
| 8 al 12  | Tour del Mediterráneo             | 2.1  | Jonathan Tiernan-Locke | Endura Racing                |
| 11 la 12 | Giro de Reggio Calabria           | 2.1  | Elia Viviani           | Liquigas-Cannondale          |
| 15 al 19 | Vuelta al Algarve                 | 2.1  | Richie Porte           | Sky                          |
| 18       | Trofeo Laigueglia                 | 1.1  | Moreno Moser           | Liquigas-Cannondale          |
| 18 al 19 | Tour du Haut-Var                  | 2.1  | Jonathan Tiernan-Locke | Endura Racing                |
| 19 al 23 | Vuelta a Andalucía                | 2.1  | Alejandro Valverde     | Movistar                     |
| 25       | Ster van Zwolle                   | 1.2  | Robin Chaigneau        | Koga-Ubbink                  |
| 25       | Beverbeek Classic                 | 1.2  | Tom Van Asbroeck       | Topsport Vlaanderen-Mercator |
| 25       | Omloop Het Nieuwsblad             | 1.HC | Sep Vanmarcke          | Garmin-Barracuda             |
| 26       | Les Boucles du Sud Ardèche        | 1.1  | Rémi Pauriol           | FDJ-Big Mat                  |
| 26       | Kuurne-Bruselas-Kuurne            | 1.1  | Mark Cavendish         | Sky                          |
| 26       | Gran Premio de Lugano             | 1.1  | Eros Capecchi          | Liquigas-Cannondale          |
| 26       | Clásica de Almería                | 1.HC | Michael Matthews       | Rabobank                     |
| 29       | Le Samyn                          | 1.1  | Arnaud Démare          | FDJ-Big Mat                  |

### Marzo
| Fecha    | Carrera                                        | Cat. | Ganador              | Equipo                       |
| -------- | ---------------------------------------------- | ---- | -------------------- | ---------------------------- |
| 2 al 4   | Tres Días de Flandes Occidental                | 2.1  | Julien Vermote       | Omega Pharma-Quick Step      |
| 3        | Strade Bianche                                 | 1.1  | Fabian Cancellara    | RadioShack-Nissan            |
| 3        | Flecha Flamenca                                | 1.2  | Frédéric Amorison    | Landbouwkrediet-Euphony      |
| 3 al 4   | Vuelta a Murcia                                | 2.1  | Nairo Quintana       | Movistar                     |
| 4        | Gran Premio Villa de Lillers                   | 1.2  | Russell Downing      | Endura Racing                |
| 4        | Trofeo Zssdi                                   | 1.2  | Patrick Facchini     | Casati MI Impianti           |
| 9        | Dwars door Drenthe                             | 1.1  | Theo Bos             | Rabobank                     |
| 10       | Tour de Drenthe                                | 1.1  | Bert-Jan Lindeman    | Vacansoleil-DCM              |
| 11       | Porec Trophy                                   | 1.2  | Matej Mugerli        | Adria Mobil                  |
| 11       | Trofeo Franco Balestra                         | 1.2  | Patrick Facchini     | Casati MI Impianti           |
| 11       | París-Troyes                                   | 1.2  | Jean-Marc Bideau     | Bretagne-Schuller            |
| 11       | Omloop van het Waasland                        | 1.2  | Preben Van Hecke     | Topsport Vlaanderen-Mercator |
| 11       | Dorpenomloop Rucphen                           | 1.2  | Giorgio Brambilla    | Leopard Trek Continental     |
| 11       | Kattekoers                                     | 1.2  | Roy Jans             | An Post-Sean Kelly           |
| 14       | Nokere Koerse                                  | 1.1  | Francesco Chicchi    | Omega Pharma-QuickStep       |
| 15 al 18 | Istrian Spring Trophy                          | 2.2  | Markus Eibegger      | RC Arbö Wels Gourmetfein     |
| 16       | Handzame Classic                               | 1.1  | Francesco Chicchi    | Omega Pharma-QuickStep       |
| 17       | Clásica de Loire-Atlantique                    | 1.1  | Florian Vachon       | Bretagne-Schuller            |
| 18       | Gran Premio Cholet-Pays de Loire               | 1.1  | Arnaud Démare        | FDJ-Big Mat                  |
| 18       | La Roue Tourangelle                            | 1.2  | Viacheslav Kuznetsov | Itera-Katusha                |
| 18       | Gran Premio San Giuseppe                       | 1.2  | Ilya Gorodnichev     | Hopplà-Vega-Truck Italia     |
| 19 al 25 | Tour de Normandía                              | 2.2  | Jérôme Cousin        | Europcar                     |
| 20 al 24 | Settimana Coppi e Bartali                      | 2.1  | Jan Bárta            | NetApp                       |
| 21       | A través de Flandes                            | 1.1  | Niki Terpstra        | Omega Pharma-Quick Step      |
| 22 al 25 | Vuelta al Alentejo/Crédito Agrícola Costa Azul | 2.2  | Alexey Kunshin       | Lokosphinx                   |
| 24 al 25 | Critérium International                        | 2.HC | Cadel Evans          | BMC Racing                   |
| 27 al 29 | Tres Días de La Panne                          | 2.HC | Sylvain Chavanel     | Omega Pharma-Quick Step      |
| 30       | Route Adélie                                   | 1.1  | Roberto Ferrari      | Androni Giocattoli-Venezuela |
| 30 al 1  | Triptyque des Monts et Châteaux                | 2.2  | Bob Jungels          | Leopard Trek Continental     |
| 31       | Hel van het Mergelland                         | 1.1  | Pavel Brutt          | Katusha                      |
| 31       | Gran Premio Miguel Induráin                    | 1.HC | Daniel Moreno        | Katusha                      |

### Abril
| Fecha    | Carrera                                       | Cat.   | Ganador                     | Equipo                             |
| -------- | --------------------------------------------- | ------ | --------------------------- | ---------------------------------- |
| 1        | Flèche d’Emeraude                             | 1.1    | Roberto Ferrari             | Androni Giocattoli-Venezuela       |
| 1        | Gran Premio de la Ville de Nogent-sur-Oise    | 1.1    | Igor Boev                   | Itera-Katusha                      |
| 1        | Trofeo Banca Popular de Vicenza               | 1.2U   | Jay McCarthy                | Jayco-AIS                          |
| 3 al 6   | Circuito de la Sarthe                         | 2.1    | Luke Durbridge              | GreenEDGE                          |
| 4        | Scheldeprijs Vlaanderen                       | 1.HC   | Marcel Kittel               | Argos-Shimano                      |
| 4 al 8   | Gran Premio de Sochi                          | 2.2    | Ivan Stević                 | Partizan Powermove                 |
| 5        | Gran Premio Pino Cerami                       | 1.1    | Gaëtan Bille                | Lotto Belisol                      |
| 6 al 8   | Circuito de las Ardenas                       | 2.2    | Marek Rutkiewicz            | CCC Polkowice                      |
| 7        | Tour de Flandes sub-23                        | 1.Ncup | Kenneth Van Bilsen          | An Post-Sean Kelly                 |
| 8        | Klasika Primavera                             | 1.1    | Giovanni Visconti           | Movistar                           |
| 9        | Tour de Colonia                               | 1.1    | Jan Bárta                   | NetApp                             |
| 9        | Dwars door het Hageland                       | 1.2    | Timothy Stevens             | Ovyta-Eijssen-Acrog                |
| 9        | Giro del Belvedere                            | 1.2U   | Daniele Dall'Oste           | Trevigiani Dynamon Bottoli         |
| 10       | París-Camembert                               | 1.1    | Pierre Perichon             | La Pomme Marseille                 |
| 10       | Gran Premio Palio del Recioto                 | 1.2U   | Francesco Bongiorno         | Hopplà-Vega-Truck Italia           |
| 11       | Flecha Brabanzona                             | 1.HC   | Thomas Voeckler             | Europcar                           |
| 11       | La Côte Picarde                               | 1.Ncup | Vegard Breen                | Selección de Noruega               |
| 11 al 15 | Tour de Loir-et-Cher                          | 2.2    | Andrey Solomennikov         | Itera-Katusha                      |
| 12       | Gran Premio de Denain                         | 1.1    | Juan José Haedo             | Saxo Bank                          |
| 13 al 15 | Vuelta a Castilla y León                      | 2.1    | Javier Moreno               | Movistar                           |
| 14       | Tour de Finisterre                            | 1.1    | Julien Simon                | Saur-Sojasun                       |
| 14       | Trofeo Edil C                                 | 1.2    | Kristian Sbaragli           | Hopplà-Vega-Truck Italia           |
| 14       | Lieja-Bastoña-Lieja sub-23                    | 1.2U   | Michael Andersen            | Glud & Marstrand-LRØ               |
| 14       | ZLM Tour                                      | 1.Ncup | Maxime Daniel               | Selección de Francia               |
| 15       | Giro de los Apeninos                          | 1.1    | Fabio Felline               | Androni Giocattoli-Venezuela       |
| 15       | Tro Bro Leon                                  | 1.1    | Ryan Roth                   | SpiderTech powered by C10          |
| 15       | Zellik-Galmaarden                             | 1.2    | Kevin Thome                 | Wallonie Bruxelles-Crédit Agricole |
| 15       | Gran Premio Donetsk                           | 1.2    | Ilnur Zakarin               | Itera-Katusha                      |
| 17 al 20 | Giro del Trentino                             | 2.HC   | Domenico Pozzovivo          | Colnago                            |
| 17 al 21 | Toscana-Terra di ciclismo-Coppa delle Nazioni | 2.Ncup | Fabio Aru                   | Selección de Italia                |
| 18 al 22 | Gran Premio de Adigueya                       | 2.2    | Ilnur Zakarin               | Itera-Katusha                      |
| 21       | Bania Luka-Belgrado I                         | 1.2    | Marko Kump                  | Adria Mobil                        |
| 21       | Memorial Arno Wallaard                        | 1.2    | Dylan Van Baarle            | Rabobank Continental               |
| 22       | Vuelta a La Rioja                             | 1.1    | Evgeny Shalunov             | Lokosphinx                         |
| 22       | Vuelta a Holanda Septentrional                | 1.2    | Gediminas Bagdonas          | An Post-Sean Kelly                 |
| 22       | Bania Luka-Belgrado II                        | 1.2    | Matej Mugerli               | Adria Mobil                        |
| 22       | Val d'Ille U Classic 35                       | 1.2    | Éric Berthou                | Bretagne-Schuller                  |
| 22 al 29 | Tour de Turquía                               | 2.HC   | Alexandr Dyachenko          | Astana                             |
| 25       | Gran Premio della Liberazione                 | 1.2U   | Enrico Barbin               | Selección de Italia                |
| 25 al 1  | Tour de Bretaña                               | 2.2    | Reinardt Janse van Rensburg | MTN Qhubeka                        |
| 27 al 29 | Vuelta a Asturias                             | 2.1    | Beñat Intxausti             | Movistar                           |
| 28       | Gran Premio Industria y Artigianato-Larciano  | 1.1    | Filippo Pozzato             | Farnese Vini-Selle Italia          |
| 29       | Giro de Toscana                               | 1.1    | Alessandro Ballan           | BMC Racing                         |
| 29       | Paris-Mantes-en-Yvelines                      | 1.2    | Alex Meenhorst              | Differdange-Magic-SportFood.de     |
| 29       | Gran Premio Industrias del Mármol             | 1.2    | Thomas Fiumana              | Petroli Firenze                    |
| 29       | Himmerland Rundt                              | 1.2    | André Steensen              | Glud & Marstrand-LRØ               |
| 29       | Rutland-Melton International Cicle Classic    | 1.2    | Alexandre Blain             | Endura Racing                      |

1. ↑  Ivailo Gabrovski fue el ganador del Tour de Turquía pero le fue retirado el triunfo por doping: Ivaïlo Gabrovski, sancionado con dos años de suspensión

### Mayo
| Fecha    | Carrera                           | Cat. | Ganador                     | Equipo                               |
| -------- | --------------------------------- | ---- | --------------------------- | ------------------------------------ |
| 1        | Trofeo Papà Cervi                 | 1.2  | Giorgio Bocchiola           | Selección de Italia                  |
| 1        | Mayor Cup                         | 1.2  | Igor Boev                   | Itera-Katusha                        |
| 1        | Gran Premio del 1 de Mayo         | 1.2  | Christophe Premont          | Wallonie Bruxelles-Crédit Agricole   |
| 1        | Memoriał Andrzeja Trochanowskiego | 1.2  | Tomasz Smoleń               | Bank BGŻ                             |
| 1        | Gran Premio de Fráncfort sub-23   | 1.2U | Sven Erik Bystrøm           | Oster Hus-Ridley                     |
| 1        | Gran Premio de Fráncfort          | 1.HC | Moreno Moser                | Liquigas-Cannondale                  |
| 2        | Memorial Oleg Dyachenko           | 1.2  | Alexander Rybakov           | Itera-Katusha                        |
| 2 al 6   | Giro del Friuli Venezia Giulia    | 2.2  | Diego Rosa                  | Palazzago                            |
| 2 al 6   | Carpathia Couriers Paths          | 2.2U | Maurits Lammertink          | Jo Piels                             |
| 3        | Gran Premio de Moscú              | 1.2  | Vitaliy Popkov              | ISD-Lampre Continental               |
| 4        | Gran Premio Dobrich I             | 1.2  | Martin Grashev              | CC Nessebar Shockblaze               |
| 4 al 5   | Tour de Overijssel                | 1.2  | Reinardt Janse van Rensburg | MTN Qhubeka                          |
| 4 al 6   | Szlakiem Grodów Piastowskich      | 2.1  | Marek Rutkiewicz            | CCC Polsat Polkowice                 |
| 4 al 8   | Cuatro Días de Dunkerque          | 2.HC | Jimmy Engoulvent            | Saur-Sojasun                         |
| 5 al 6   | Vuelta a la Comunidad de Madrid   | 2.1  | Sergey Firsanov             | RusVelo                              |
| 5 al 9   | Cinco Anillos de Moscú            | 2.2  | Igor Boev                   | Itera-Katusha                        |
| 6        | Circuito de Valonia               | 1.2  | Reinardt Janse van Rensburg | MTN Qhubeka                          |
| 6        | Circuito del Porto-Trofeo Arvedi  | 1.2  | Paolo Simion                | Zalf Désirée Fior                    |
| 6        | Gran Premio Dobrich II            | 1.2  | Stefan Hristov              | Selección de Bulgaria                |
| 6        | Omloop der Kempen                 | 1.2  | Nico Eeckhout               | An Post-Sean Kelly                   |
| 9 al 13  | Heydar Aliyev Anniversary Tour    | 2.2U | Youcef Reguigui             | Groupement Sportif Pétrolier Algérie |
| 10 al 12 | Tour de Malopolska                | 2.2  | Marek Rutkiewicz            | CCC Polsat Polkowice                 |
| 10 al 13 | Rhône-Alpes Isère Tour            | 2.2  | Paul Poux                   | Saur Sojasun                         |
| 11 al 13 | Tour de Picardie                  | 2.1  | John Degenkolb              | Argos-Shimano                        |
| 12       | Scandinavian Race                 | 1.2  | Jonas Ahlstrand             | CykelCity                            |
| 13       | Rogaland G. P.                    | 1.1  | Antonio Piedra              | Caja Rural                           |
| 14 al 19 | Tour de Olympia                   | 2.2  | Dylan Van Baarle            | Rabobank Continental                 |
| 16 al 20 | Tour de Noruega                   | 2.1  | Edvald Boasson Hagen        | Sky                                  |
| 16 al 20 | Circuito de Lorena                | 2.1  | Nacer Bouhanni              | FDJ-Big Mat                          |
| 16 al 20 | Tour de Grecia                    | 2.2  | Robert Vrečer               | Team Vorarlberg                      |
| 16 al 20 | Flèche du Sud                     | 2.2  | Bob Jungels                 | Leopard-Trek Continental             |
| 17       | Tour de Limburgo                  | 1.2  | Kevin Claeys                | Landbouwkrediet-Euphony              |
| 17 al 20 | Ronde d'Isard                     | 2.2U | Pierre-Henri Lecuisinier    | Vendée U                             |
| 17 al 20 | Tour de Berlín                    | 2.2U | Nikias Arndt                | LKT Brandenburg                      |
| 19       | Jurmala G. P.                     | 2.2  | Rafael Andriato             | Farnese Vini-Selle Italia            |
| 20       | Gran Premio Criquielion           | 1.2  | Tom David                   | T.Palm-Pôle Continental Wallon       |
| 20       | Neuseen Classics                  | 1.1  | André Schulze               | NetApp                               |
| 20 al 27 | An Post Rás                       | 2.2  | Nicolas Baldo               | Atlas Personal-Jakroo                |
| 23 al 27 | Vuelta a Bélgica                  | 2.HC | Tony Martin                 | Omega Pharma-Quick Step              |
| 23 al 27 | Vuelta a Baviera                  | 2.HC | Michael Rogers              | Sky                                  |
| 24 al 27 | Tour de Tracia                    | 2.2  | Yuriy Metlushenko           | Konya-Torku Seker Spor               |
| 25       | Gran Premio Tallin-Tartu          | 1.1  | Saïd Haddou                 | Europcar                             |
| 26       | Grand Prix de Plumelec-Morbihan   | 1.1  | Julien Simon                | Saur-Sojasun                         |
| 26       | Gran Premio Tartu                 | 1.1  | Rene Mandri                 | Endura Racing                        |
| 26 al 28 | Tour de Gironde                   | 2.2  | Nick van der Lijke          | Rabobank Continental                 |
| 27       | Boucles de l'Aulne                | 1.1  | Sébastien Hinault           | Ag2r La Mondiale                     |
| 27       | Race Horizon Park                 | 1.2  | Vitaliy Popkov              | ISD Continental                      |
| 27       | París-Roubaix sub-23              | 1.2U | Bob Jungels                 | Leopard-Trek Continental             |
| 27       | Trofeo Ciudad de San Vendemiano   | 1.2U | Enrico Barbin               | Trevigiani Dynamon Bottoli           |
| 30 al 3  | Tour de Luxemburgo                | 2.HC | Jakob Fuglsang              | RadioShack-Nissan                    |

### Junio
| Fecha    | Carrera                                      | Cat. | Ganador                     | Equipo                       |
| -------- | -------------------------------------------- | ---- | --------------------------- | ---------------------------- |
| 2        | Trofeo Melinda                               | 1.1  | Carlos Betancur             | Acqua & Sapone               |
| 2        | Trofeo Alcide Degasperi                      | 1.2  | Enrico Barbin               | Trevigiani Dynamon Bottoli   |
| 2 al 9   | Tour de Rumania                              | 1.2  | Matija Kvasina              | Tusnad                       |
| 3        | Gran Premio Südkärnten                       | 1.2  | Marko Kump                  | Adria Mobil                  |
| 3        | Coppa della Pace-Trofeo Fratelli Anelli      | 1.2  | Ruslan Tleubayev            | Continental Astana           |
| 3        | Memorial Philippe Van Coningsloo             | 1.2  | Gediminas Bagdonas          | An Post-Sean Kelly           |
| 3        | Riga Grand Prix                              | 1.2  | Andžs Flaksis               | Chipotle-First Solar         |
| 5 al 9   | Tour de Eslovaquia                           | 2.2  | Enrico Rossi                | Meridiana-Kamen              |
| 7        | G. P. Kanton Aargau                          | 1.1  | Serguéi Lagutín             | Vacansoleil-DCM              |
| 7 al 10  | Ronde de l'Oise                              | 2.2  | Jean-Luc Delpech            | Bretagne-Schuller            |
| 8 al 17  | Girobio                                      | 2.2  | Joe Dombrowski              | Bontrager Livestrong Team    |
| 9        | Ronde Van Zeeland Seaports                   | 1.1  | Reinardt Janse van Rensburg | MTN Qhubeka                  |
| 9 al 15  | Tour de Thüringe                             | 2.2U | Rohan Dennis                | Jayco-AIS                    |
| 10       | ProRace Berlin                               | 1.1  | André Greipel               | Lotto Belisol                |
| 12 al 17 | Vuelta a Serbia                              | 2.2  | Stefan Schumacher           | Christina Watches-Onfone     |
| 14 al 17 | Ster ZLM Toer                                | 2.1  | Mark Cavendish              | Sky                          |
| 14 al 17 | Tour de Eslovenia                            | 2.1  | Janez Brajkovič             | Astana                       |
| 14 al 17 | Ruta del Sur                                 | 2.1  | Nairo Quintana              | Movistar                     |
| 14 al 17 | Boucles de la Mayenne                        | 2.2  | Laurent Pichon              | Bretagne-Schuller            |
| 14 al 17 | Tour de Saboya                               | 2.2  | Stéphane Rossetto           | Nogent sur Oise              |
| 15 al 17 | Oberösterreichrundfahrt                      | 2.2  | Robert Vrečer               | Voralberg                    |
| 17       | Flecha de las Ardenas                        | 1.2  | Clément Lhotellerie         | Colba-Superano Ham           |
| 20       | Halle-Ingooigem                              | 1.1  | Nacer Bouhanni              | FDJ-Big Mat                  |
| 27       | Internationale Wielertrofee Jong Maar Moedig | 1.2  | Tim Declercq                | Topsport Vlaanderen-Mercator |
| 28 al 1  | Tour de la República Checa                   | 2.2  | Frantisek Padour            | Whirlpool-Author             |
| 30       | Circuit Het Nieuwsblad sub-23                | 1.2  | Sander Helven               | Ovyta-Eijssen-Acrog          |

### Julio
| Fecha    | Carrera                                                | Cat. | Ganador                | Equipo                       |
| -------- | ------------------------------------------------------ | ---- | ---------------------- | ---------------------------- |
| 1 al 8   | Vuelta a Austria                                       | 2.HC | Jakob Fuglsang         | RadioShack-Nissan            |
| 4 al 8   | Carrera de la Solidaridad y de los Campeones Olímpicos | 2.1  | Mariusz Witecki        | Bank BGZ                     |
| 4 al 8   | Tour de Sibiu                                          | 2.2  | Víctor de la Parte     | SP Tableware                 |
| 8        | Gran Premio de Pont à Marcq-La Ronde Pévèloise         | 1.2  | Benoît Daeninck        | CC Nogent-sur-Oise           |
| 8        | Giro del Medio Brenta                                  | 1.2  | Matteo Busato          | Idea 2010 ASD                |
| 11       | Gran Premio Van de Stad Geel                           | 1.2  | Tom Van Asbroeck       | Topsport Vlaanderen-Mercator |
| 12 al 15 | Gran Premio Torres Vedras-Trofeo Joaquim Agostinho     | 2.2  | Ricardo Mestre         | Carmim-Prio                  |
| 14       | Gran Premio Nobili Rubinetterie-Coppa Città di Stresa  | 1.1  | Danilo Di Luca         | Acqua & Sapone               |
| 17 al 22 | Giro del Valle de Aosta                                | 2.2U | Fabio Aru              | Palazzago                    |
| 21       | Central European Tour Miskolc G. P.                    | 1.2  | Krisztián Lovassy      | Tusnad                       |
| 21 al 25 | Tour de Valonia                                        | 2.HC | Giacomo Nizzolo        | Radioshack-Nissan            |
| 22       | Gran Premio de la Villa de Pérenchies                  | 1.2  | Rico Dean Rogers       | Node 4-Giordana              |
| 22       | Central European Tour Budapest G. P.                   | 1.2  | Marko Kump             | Adria Mobil                  |
| 24 al 28 | Mazovia Tour                                           | 2.2  | Mateusz Taciak         | CCC Polsat Polkowice         |
| 25       | Clásica de Ordizia                                     | 1.1  | Gorka Izagirre         | Euskaltel-Euskadi            |
| 25 al 29 | Tour de Alsacia                                        | 2.2  | Jonathan Tiernan-Locke | Endura Racing                |
| 28 al 30 | Kreiz Breizh Elites                                    | 2.2  | André Steensen         | Glud & Marstrand-LRØ         |
| 29       | Polynormande                                           | 1.1  | Tony Hurel             | Europcar                     |
| 29       | Trofeo Matteotti                                       | 1.1  | Pierpaolo De Negri     | Farnese Vini-Selle Italia    |
| 31       | Circuito de Guecho                                     | 1.1  | Giovanni Visconti      | Movistar                     |

### Agosto
| Fecha    | Carrera                                                  | Cat.   | Ganador               | Equipo                       |
| -------- | -------------------------------------------------------- | ------ | --------------------- | ---------------------------- |
| 1 al 2   | París-Corrèze                                            | 2.1    | Egoitz García         | Cofidis, le Crédit en Ligne  |
| 1 al 5   | Vuelta a Burgos                                          | 2.HC   | Daniel Moreno         | Katusha                      |
| 5        | Trofeo Internacional Bastianelli                         | 1.2    | Luigi Miletta         |                              |
| 5        | Antwerpse Havenpijl                                      | 1.2    | Joeri Stallaert       | Landbouwkrediet-Euphony      |
| 7 al 11  | Tour de l'Ain                                            | 2.1    | Andrew Talansky       | Garmin-Sharp                 |
| 7 al 11  | Vuelta a León                                            | 2.2    | José Belda            | Gsport-Valencia Terra i Mar  |
| 10       | Campeonato Europeo Contrarreloj sub-23                   | CC     | Rasmus Quaade         | Selección de Dinamarca       |
| 9 al 12  | Mi-Août en Bretagne                                      | 2.2    | David Veilleux        | Europcar                     |
| 9 al 12  | Tour de Szeklerland                                      | 2.2    | Vitaliy Popkov        | ISD-Lampre Continental       |
| 11       | Gran Premio Ciudad de Camaiore                           | 1.1    | Esteban Chaves        | Colombia-Coldeportes         |
| 11       | Memorial Henryka Lasaka                                  | 1.2    | Sylwester Janiszewski | CCC Polsat Polkowice         |
| 12       | Puchar Uzdrowisk Karpackich                              | 1.2    | Sylwester Janiszewski | CCC Polsat Polkowice         |
| 12       | Gran Premio Sportivi di Poggiana                         | 1.2U   | Adam Phelan           | Drapac                       |
| 12       | Campeonato Europeo en Ruta sub-23                        | CC     | Jan Tratnik           | Selección de Eslovenia       |
| 14 al 17 | Tour de Limousin                                         | 2.HC   | Yukiya Arashiro       | Europcar                     |
| 15 al 26 | Vuelta a Portugal                                        | 2.1    | David Blanco          | Efapel-Glassdrive            |
| 16       | Coppa Bernocchi                                          | 1.1    | Sacha Modolo          | Colnago-CSF Inox             |
| 16       | Gran Premio Capodarco                                    | 1.2    | Gianfranco Zilioli    |                              |
| 17       | Coppa Agostoni                                           | 1.1    | Emanuele Sella        | Androni Giocattoli-Venezuela |
| 17       | Dutch Food Valley Classic                                | 1.1    | Theo Bos              | Rabobank                     |
| 18       | Puchar Ministra Obrony Narodowej                         | 1.2    | Damian Walczak        | BDC-Marcpol                  |
| 18       | Grand Prix Kralovehradeckeho kraje                       | 1.2    | Martin Hacecky        | ASC Dukla Praha              |
| 18       | Tres Valles Varesinos                                    | 1.HC   | David Veilleux        | Europcar                     |
| 19       | Châteauroux Classic de l'Indre                           | 1.1    | Rafael Andriato       | Farnese Vini-Selle Italia    |
| 21       | Gran Premio de la Villa de Zottegem                      | 1.1    | Matthias Brändle      | NetApp                       |
| 21       | Gran Premio de Marbriers                                 | 1.2    | Serguéi Pomoshnikov   | Itera-Katusha                |
| 21 al 24 | Tour de Poitou-Charentes                                 | 2.1    | Luke Durbridge        | Orica GreenEDGE              |
| 21 al 25 | Baltic Chain Tour                                        | 2.2    | Gediminas Bagdonas    | An Post-Sean Kelly           |
| 22       | Druivenkoers Overijse                                    | 1.1    | Björn Leukemans       | Vacansoleil-DCM              |
| 22 al 26 | Vuelta a Dinamarca                                       | 2.HC   | Lieuwe Westra         | Vacansoleil-DCM              |
| 23       | Gran Premio Industria y Commercio Artigianato Carnaghese | 1.1    | Diego Ulissi          | Lampre-ISD                   |
| 25       | Giro del Veneto-Coppa Placci                             | 1.1    | Oscar Gatto           | Farnese Vini-Selle Italia    |
| 26       | Schaal Sels                                              | 1.1    | Niko Eeckhout         | An Post-Sean Kelly           |
| 26       | Liubliana-Zagreb                                         | 1.2    | Marko Kump            | Adria Mobil                  |
| 26       | Ronde van Midden-Nederland                               | 1.2    | Ivar Slik             | Rabobank Continental         |
| 26 al 1  | Tour del Porvenir                                        | 2.Ncup | Warren Barguil        | Selección de Francia         |
| 31 al 1  | World Ports Classic                                      | 2.1    | Tom Boonen            | Omega Pharma-Quick Step      |

### Septiembre
| Fecha    | Carrera                               | Cat. | Ganador                   | Equipo                                      |
| -------- | ------------------------------------- | ---- | ------------------------- | ------------------------------------------- |
| 2        | Tour du Doubs                         | 1.1  | Jérôme Coppel             | Saur-Sojasun                                |
| 2        | Gran Premio Jef Scherens              | 1.1  | Steven Caethoven          | Accent Jobs-Willems Veranda's               |
| 2        | Memorial Davide Fardelli              | 1.2  | Rohan Dennis              | Jayco-AIS                                   |
| 2        | Kernen Omloop Echt-Susteren           | 1.2  | Daniel Hoelgaard          | Team Oster Hus-Ridley                       |
| 3 al 6   | Giro de Padania                       | 2.1  | Vincenzo Nibali           | Liquigas-Cannondale                         |
| 5        | Memorial Rik Van Steenbergen          | 1.1  | Theo Bos                  | Rabobank                                    |
| 6 al 9   | Okolo Jiznich Cech                    | 2.2  | Jiří Hochmann             | ASC Dukla Praha                             |
| 8        | París-Bruselas                        | 1.HC | Tom Boonen                | Omega Pharma-Quick Step                     |
| 9        | Chrono Champenois                     | 1.2  | Rohan Dennis              | Jayco-AIS                                   |
| 9        | Gran Premio de Fourmies               | 1.HC | Lars Ytting Bak           | Lotto Belisol                               |
| 9 al 16  | Vuelta a Gran Bretaña                 | 2.1  | Jonathan Tiernan-Locke    | Endura Racing                               |
| 9 al 16  | Tour de Bulgaria                      | 2.2  | Maxat Ayazbayev           | Astana Continental                          |
| 12       | Gran Premio de Valonia                | 1.1  | Julien Simon              | Saur-Sojasun                                |
| 14       | Campeonato de Flandes                 | 1.1  | Ronan Van Zandbeek        | Team Argos-Shimano                          |
| 14       | Gran Premio de la Somme               | 1.1  | Evaldas Šiškevicius       | La Pomme Marseille                          |
| 15       | Memorial Marco Pantani                | 1.1  | Fabio Felline             | Androni Giocattoli-Venezuela                |
| 15       | Gran Premio Impanis-Van Petegem       | 1.1  | André Greipel             | Lotto Belisol Team                          |
| 16       | G. P. Industria y Comercio de Prato   | 1.1  | Emanuele Sella            | Androni Giocattoli-Venezuela                |
| 16       | Gran Premio de Isbergues              | 1.1  | John Degenkolb            | Argos-Shimano                               |
| 16       | Tour Bohemia                          | 2.1  | Maroš Kováč               | Dukla Trencin-Trek                          |
| 16       | Trofeo Gianfranco Bianchin            | 1.1  | Kristian Sbaragli         | Simaf Carrier                               |
| 19       | Circuito de Houtland                  | 1.1  | Marcel Kittel             | Argos-Shimano                               |
| 21       | Tour de Voivodina I                   | 1.2  | Kristjan Fajt             | Adria Mobil                                 |
| 22       | De Kustpijl                           | 1.2  | Kevin Claeys              | Landbouwkrediet-Euphony                     |
| 22       | Tour de Voivodina II                  | 1.2  | Clemens Fankhauser        | Tirol                                       |
| 22 al 23 | Tour de Gévaudan Languedoc-Roussillon | 2.2  | Davide Rebellin           | Meridiana Kamen                             |
| 23       | Gooikse Pijl                          | 1.2  | Ken Hanson                | Optum presented by Kelly Benefit Strategies |
| 25       | Ruota d'Oro                           | 1.2  | Mattia Cattaneo           | Trevigiani Bottoli                          |
| 26       | Milán-Turín                           | 1.HC | Alberto Contador          | Saxo Bank-Tinkoff Bank                      |
| 27       | Giro del Piemonte                     | 1.HC | Rigoberto Urán            | Sky                                         |
| 27 al 30 | Circuito Franco-Belga                 | 2.1  | Jürgen Roelandts          | Lotto Belisol                               |
| 30       | Dúo Normando                          | 1.1  | Luke Durbridge Svein Tuft | Orica GreenEDGE                             |

### Octubre
| Fecha | Carrera                                | Cat. | Ganador        | Equipo                  |
| ----- | -------------------------------------- | ---- | -------------- | ----------------------- |
| 2     | Binche-Tournai-Binche                  | 1.1  | Adam Blythe    | BMC Racing              |
| 3     | Giro de Münsterland                    | 1.1  | Marcel Kittel  | Argos-Shimano           |
| 4     | Coppa Sabatini                         | 1.1  | Fabio Duarte   | Colombia-Coldeportes    |
| 4     | París-Bourges                          | 1. 1 | Florian Vachon | Bretagne-Schuller       |
| 6     | Piccolo Giro de Lombardía              | 1.2  | Jan Polanc     | Radenska                |
| 6     | Giro de Emilia                         | 1.HC | Nairo Quintana | Movistar                |
| 7     | G. P. Bruno Beghelli                   | 1.1  | Nicki Sørensen | Saxo Bank-Tinkoff Bank  |
| 7     | París-Tours sub-23                     | 1.2U | Taruia Krainer | Vendée U                |
| 7     | París-Tours                            | 1.HC | Marco Marcato  | Vacansoleil-DCM         |
| 9     | Premio Nacional de Clausura            | 1.1  | Wim Stroetinga | Koga                    |
| 14    | Tour de Vendée                         | 1.HC | Wesley Kreder  | Vacansoleil-DCM         |
| 21    | Chrono des Nations-Les Herbiers-Vendée | 1.1  | Tony Martin    | Omega Pharma-Quick Step |

## Clasificaciones finales
- Las clasificaciones finalizaron de la siguiente forma:[20]

### Individual
| Posición | Ciclista                    | Equipo | Puntos |
| -------- | --------------------------- | ------ | ------ |
| 1        | John Degenkolb              | ARG    | 596    |
| 2        | Marcel Kittel               | ARG    | 511    |
| 3        | Jonathan Tiernan-Locke      | EDR    | 478,2  |
| 4        | Marko Kump                  | ADR    | 465    |
| 5        | Danilo Di Luca              | ASA    | 410,2  |
| 6        | Julien Simon                | SAU    | 399    |
| 7        | Samuel Dumoulin             | COF    | 394    |
| 8        | Domenico Pozzovivo          | COG    | 387,8  |
| 9        | Carlos Alberto Betancourt   | ASA    | 369    |
| 10       | Reinardt Janse van Rensburg | MTN    | 349    |

| 11 | Gediminas Bagdonas  | SKT | 346    |
| 12 | Jérôme Coppel       | SAU | 336    |
| 13 | André Schulze       | APP | 332,75 |
| 14 | Michael Van Staeyen | TSV | 327    |
| 15 | Franco Pellizotti   | AND | 313,2  |
| 16 | Robert Vrečer       | VBG | 307    |
| 17 | Thomas Voeckler     | EUC | 282    |
| 18 | Sergey Firsanov     | RVL | 279,5  |
| 19 | Andrea Palini       | IDE | 276    |
| 20 | Fabio Felline       | AND | 267,8  |

### Equipos
| Posición | Equipo                       | Puntos   |
| -------- | ---------------------------- | -------- |
| 1        | Saur-Sojasun                 | 1.667    |
| 2        | Argos-Shimano                | 1.615    |
| 3        | Acqua & Sapone               | 1.495    |
| 4        | Androni Giocattoli-Venezuela | 1.482,4  |
| 5        | Itera-Katusha                | 1.254    |
| 6        | Endura Racing                | 1.161,2  |
| 7        | Cofidis, le Crédit en Ligne  | 1.149    |
| 8        | Europcar                     | 1.105    |
| 9        | NetApp                       | 1.102,55 |
| 10       | Adria Mobil                  | 1.044    |

| 11  | Colnago-CSF Inox              | 1.033,8 |
| 12  | Topsport Vlaanderen-Mercator  | 1.007   |
| 13  | Bretagne-Schuller             | 997     |
| 14  | Farnese Vini-Selle Italia     | 945,6   |
| 15  | Rabobank Continental          | 881     |
| 16  | An Post-Sean Kelly            | 879     |
| 17. | Leopard Trek Continental      | 769     |
| 18. | Type 1-Sanofi                 | 729     |
| 19  | Landbouwkrediet-Euphony       | 674     |
| 20  | Accent Jobs-Willems Veranda's | 626     |

### Países
| Posición | País         | Puntos   |
| -------- | ------------ | -------- |
| 1        | Italia       | 3.054    |
| 2        | Francia      | 2.734    |
| 3        | Alemania     | 2.650,83 |
| 4        | Eslovenia    | 2.013    |
| 5        | Rusia        | 1.840,5  |
| 6        | Bélgica      | 1.639    |
| 7        | Países Bajos | 1.383,34 |
| 8        | Polonia      | 1.194,6  |
| 9        | España       | 1.026,2  |
| 10       | Reino Unido  | 922,65   |

| 11 | Ucrania         | 784,88 |
| 12 | República Checa | 778,95 |
| 13 | Dinamarca       | 721,66 |
| 14 | Austria         | 693,7  |
| 15 | Lituania        | 611    |
| 16 | Portugal        | 591,5  |
| 17 | Letonia         | 483    |
| 18 | Suecia          | 472,2  |
| 19 | Estonia         | 453,45 |
| 20 | Luxemburgo      | 451,5  |

### Países sub-23
| Posición | País         | Puntos   |
| -------- | ------------ | -------- |
| 1        | Italia       | 1.355    |
| 2        | Países Bajos | 1.213,21 |
| 3        | Francia      | 883      |
| 4        | Bélgica      | 842      |
| 5        | Rusia        | 615      |
| 6        | Alemania     | 406,5    |
| 7        | Eslovenia    | 397      |
| 8        | Letonia      | 359      |
| 9        | Dinamarca    | 346      |
| 10       | Luxemburgo   | 293      |

| 11 | Austria         | 273,6  |
| 12 | Noruega         | 232    |
| 13 | Suecia          | 208    |
| 14 | Polonia         | 195    |
| 15 | Irlanda         | 124    |
| 16 | Bielorrusia     | 118    |
| 17 | Rumania         | 114    |
| 18 | Ucrania         | 112,41 |
| 19 | Reino Unido     | 108    |
| 20 | República Checa | 105    |

## Progreso de las clasificaciones
| Fecha                    | Clasificación individual | Clasificación por equipos | Clasificación por países | Clasificación por países sub-23 |
| ------------------------ | ------------------------ | ------------------------- | ------------------------ | ------------------------------- |
| 25 de febrero de 2012    | Jonathan Tiernan-Locke   | Saur-Sojasun              | Francia                  | Países Bajos                    |
| 25 de marzo de 2012      | Endura Racing            |                           | Francia                  | Países Bajos                    |
| 25 de abril de 2012      | Saur-Sojasun             | Italia                    | Italia                   |                                 |
| 25 de mayo de 2012       | Saur-Sojasun             | Italia                    | Italia                   |                                 |
| 25 de junio de 2012      | Saur-Sojasun             | John Degenkolb            | Italia                   | Francia                         |
| 25 de julio de 2012      | Saur-Sojasun             | Marko Kump                | Italia                   | Italia                          |
| 25 de agosto de 2012     | Acqua & Sapone           |                           | Italia                   | Italia                          |
| 25 de septiembre de 2012 | John Degenkolb           | Saur-Sojasun              | Italia                   | Italia                          |
| 21 de octubre de 2012    |                          | Saur-Sojasun              | Italia                   | Italia                          |
| Final                    | John Degenkolb           | Saur-Sojasun              | Italia                   | Italia                          |